# Bianca Del Rio
Roy Haylock, mer känd som Bianca Del Rio, född 27 juni 1975 i New Orleans, Louisiana, är en amerikansk skådespelare, komiker, kostymdesigner och dragqueen. Hon är känd från klubbscenen i New Orleans och New York och arbetar ofta med Lady Bunny. Hon är också känd som vinnaren av sjätte säsongen av RuPauls dragrace.